# Дроженцин-Любєєво
Дроженцин-Любєєво (пол. Drożęcin-Lubiejewo) — село в Польщі, у гміні Пйонтниця Ломжинського повіту Підляського воєводства.
Населення — 84 особи (2011).
У 1975-1998 роках село належало до Ломжинського воєводства.

## Демографія
Демографічна структура станом на 31 березня 2011 року:
|          | Загалом | Допрацездатний вік | Працездатний вік | Постпрацездатний вік |
| -------- | ------- | ------------------ | ---------------- | -------------------- |
| Чоловіки | 43      | 8                  | 29               | 6                    |
| Жінки    | 41      | 11                 | 18               | 12                   |
| Разом    | 84      | 19                 | 47               | 18                   |